# Marathon des Sables
Pour les articles homonymes, voir Marathon.

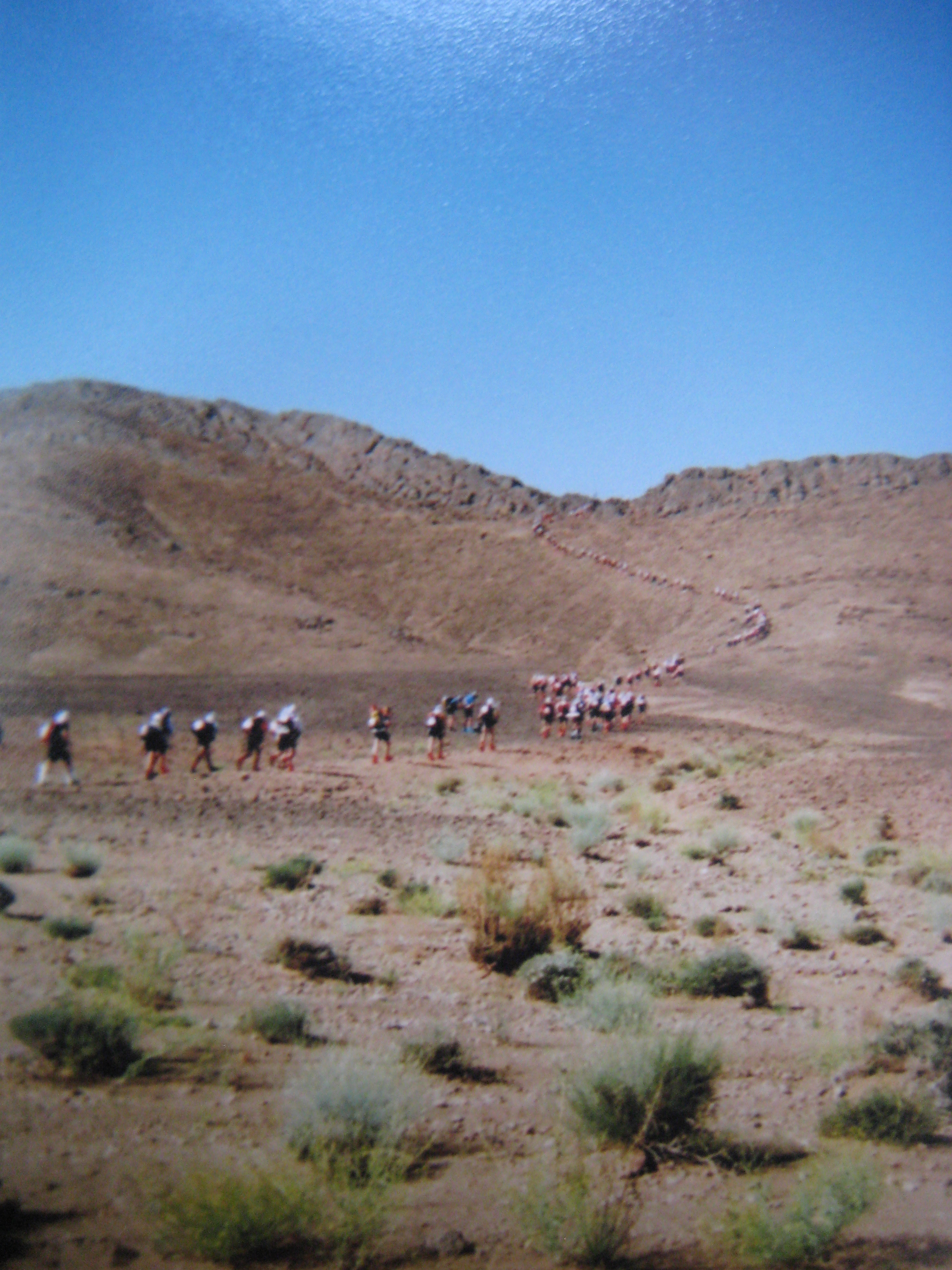
Marathon des Sables

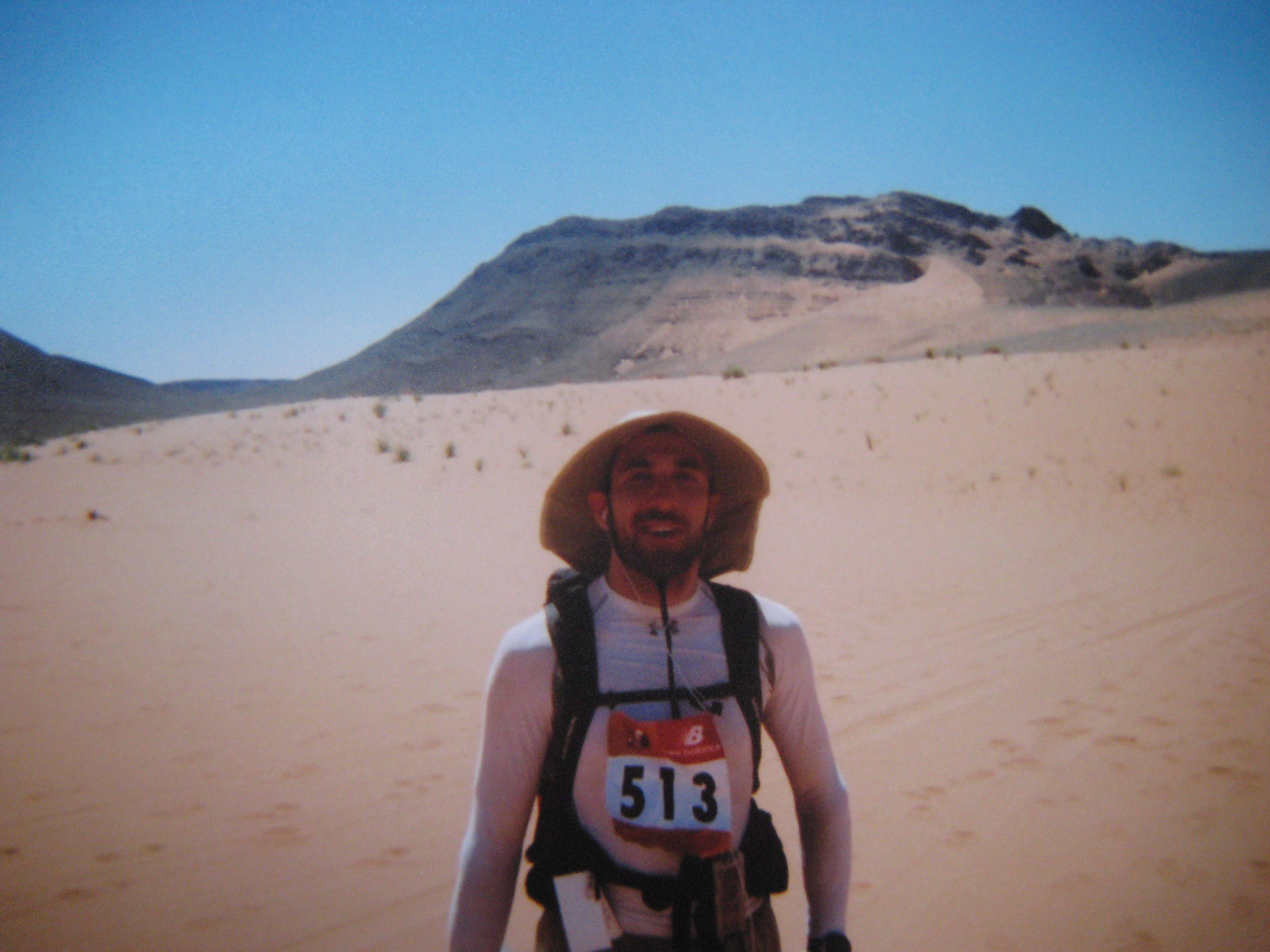
Un coureur

Le Marathon des Sables (abrégé MDS) est une course à pied — mais ouverte aux marcheurs pouvant soutenir un rythme de 4 km/h par étapes d'environ 40 km (ou de 3 km/h pour la grande étape de 80-90 km) — en cinq étapes sur six jours (plus une étape finale, dite de solidarité, de quelque 10 km), en autosuffisance alimentaire, qui se déroule au Maroc chaque année au mois d'avril. Établie en 1986 comme une épreuve autonome, elle constitue désormais la quatrième des dix étapes de l'Ultra-Trail World Tour fondé en 2013 et disputé pour la première fois en 2014.

## Description
La course se déroule dans le Sud marocain en autosuffisance alimentaire (chaque concurrent porte dans son sac à dos son matériel, dont son sac de couchage, ainsi que sa nourriture pour une semaine, soit un sac à dos de 6,5 kg au minimum et de 15 kg au maximum, seule l'eau portée étant fournie) sur une distance, variable d'année en année, d'environ 240 km (255 km pour 2005). L'itinéraire emprunte toutes sortes de terrains : dunes, plateaux caillouteux, pistes, oueds asséchés, palmeraies, petites montagnes, sur 6 étapes de 10 à 90 km, dont une étape marathon d'environ 42 km, une étape non-stop d'environ 90 km en partie de nuit et une étape finale, dite de solidarité, de quelque 10 km.
Le Marathon des Sables est une course tactique car il faut, pendant une semaine, gérer son effort, son alimentation et ses besoins hydriques. C'est une épreuve sportive difficile qui se déroule dans la  chaleur du désert, sous des températures pouvant avoisiner les 50 degrés (49,9 °C degrés lors de l'étape marathon en 2003).

## Historique
Le Marathon des Sables a été créé par Patrick Bauer en 1986. Cette première édition est courue par 23 participants dont 2 femmes. Elle est remportée par Michel Galliez chez les hommes et Christiane Plumere chez les femmes.
En 2009, le Marathon des Sables a été perturbé par des crues inédites au Maroc. La 1re et la 6e étape n'ont pu avoir lieu. L'organisation, pour éviter les zones inondées, a dû improviser au jour le jour de nouvelles étapes. La 3e étape a été la plus longue jamais disputée : 92 km de sable, de rocailles et de rochers. Cette étape a vu l'abandon de Lahcen Ahansal, qui ne gagne pas cette année-là son 11e MDS. Lors de la remise des prix, les 2 vainqueurs avoueront avoir disputé là leur plus dur MDS. C'était pourtant le plus court : 202 km. 
Chaque année, le Marathon des Sables compte de plus en plus de coureurs (1128 participants en 2023, dont 244 femmes) malgré la difficulté souvent croissante du parcours (321 abandons en 2023).
En 2014, la course fait partie de l'Ultra-Trail World Tour dont elle constitue la quatrième étape.
En novembre 2017 et pour la première fois, une déclinaison du Marathon des Sables est organisée au Pérou, dans le désert d'Ica. Le concept de la course reste inchangée, 250 km à parcourir en 6 étapes et en autosuffisance,.

## Palmarès

### Marathon des Sables Maroc
Statistiques du Marathon des Sables, :
| Année | Hommes                                      | Femmes                                      |
| ----- | ------------------------------------------- | ------------------------------------------- |
| 2025  | Rachid El Morabity                          | Maryline Nakache                            |
| 2024  | Rachid El Morabity                          | Aziza El Amrany                             |
| 2023  | Mohamed El Morabity                         | Maryline Nakache                            |
| 2022  | Rachid El Morabity                          | Anna Comet Pascua                           |
| 2021  | Rachid El Morabity                          | Aziza Raji                                  |
| 2020  | Annulé en raison de la pandémie de Covid-19 | Annulé en raison de la pandémie de Covid-19 |
| 2019  | Rachid El Morabity                          | Ragna Debats                                |
| 2018  | Rachid El Morabity                          | Magdalena Boulet                            |
| 2017  | Rachid El Morabity                          | Elisabet Barnes                             |
| 2016  | Rachid El Morabity                          | Natalia Sedykh                              |
| 2015  | Rachid El Morabity                          | Elisabet Barnes                             |
| 2014  | Rachid El Morabity                          | Nikki Kimball                               |
| 2013  | Mohamad Ahansal                             | Meghan Hicks                                |
| 2012  | Salameh Al Aqra                             | Laurence Klein                              |
| 2011  | Rachid El Morabity                          | Laurence Klein                              |
| 2010  | Mohamad Ahansal                             | Monica Aguilera Viladomiu                   |
| 2009  | Mohamad Ahansal                             | Touda Didi                                  |
| 2008  | Mohamad Ahansal                             | Touda Didi                                  |
| 2007  | Lahcen Ahansal                              | Laurence Klein                              |
| 2006  | Lahcen Ahansal                              | Géraldine Courdesses                        |
| 2005  | Lahcen Ahansal                              | Simone Kayser                               |
| 2004  | Lahcen Ahansal                              | Simone Kayser                               |
| 2003  | Lahcen Ahansal                              | Magali Juvenal                              |
| 2002  | Lahcen Ahansal                              | Simone Kayser                               |
| 2001  | Lahcen Ahansal                              | Franca Fiacconi                             |
| 2000  | Lahcen Ahansal                              | Pascale Martin                              |
| 1999  | Lahcen Ahansal                              | Lisa Smith                                  |
| 1998  | Mohamad Ahansal                             | Rosanna Pellizzari                          |
| 1997  | Lahcen Ahansal                              | Rosanna Pellizzari                          |
| 1996  | Andre Derksen                               | Anke Molkenthin                             |
| 1995  | Andre Derksen                               | Béatrice Reymann                            |
| 1994  | Andre Derksen                               | Valentina Liakhova                          |
| 1993  | Mohamed Bensalah                            | Irina Petrovna                              |
| 1992  | Mohamed Bensalah                            | Monique Frussote                            |
| 1991  | Hassan Sebtaoui                             | Monique Frussote                            |
| 1990  | Hassan Sebtaoui                             | Claire Garnier                              |
| 1989  | Hassan Sebtaoui                             | Marie-Claude Battistelli                    |
| 1988  | Bernard Gaudin                              | Marie-Ange Malcuit                          |
| 1987  | Bernard Gaudin                              | Marie-Ange Malcuit                          |
| 1986  | Michel Galliez                              | Christiane Plumere                          |

### Marathon des Sables Pérou
| Année | Hommes             | Femmes            |
| ----- | ------------------ | ----------------- |
| 2017  | Rachid El Morabity | Nathalie Mauclair |

## Records
Le Français Christian Ginter détient le record du nombre de participations sans abandon avec 34 participations,. Il détient un gros palmarès dans les courses en autosuffisance alimentaire, dans les déserts du monde[réf. nécessaire].